# Elecciones municipales del Santa de 2002
Las elecciones municipales del Santa de 2002 se llevaron a cabo el 17 de noviembre de 2002 para elegir al alcalde y al Concejo Provincial del Santa para el periodo 2003-2006. La elección se celebró simultáneamente con elecciones regionales y municipales (provinciales y distritales) en todo el Perú.

## Sistema electoral
La Municipalidad Provincial del Santa es el órgano administrativo y de gobierno de la provincia del Santa. Está compuesta por el alcalde y el Concejo Provincial.
La votación del alcalde y el concejo se realiza en base al sufragio universal, que comprende a todos los ciudadanos nacionales mayores de dieciocho años, empadronados y residentes en la provincia del Santa y en pleno goce de sus derechos políticos, así como a los ciudadanos no nacionales residentes y empadronados en la provincia del Santa.
El Concejo Provincial del Santa está compuesto por 13 regidores elegidos por sufragio directo para un período de cuatro (4) años, en forma conjunta con la elección del alcalde (quien lo preside). La votación es por lista cerrada y bloqueada. Se asigna a la lista ganadora los escaños según el método d'Hondt o la mitad más uno, lo que más le favorezca.

## Composición del Concejo Provincial del Santa
La siguiente tabla muestra la composición del Concejo Provincial del Santa antes de las elecciones.
| Partidos | Partidos                              | Regidores |
| -------- | ------------------------------------- | --------- |
|          | Movimiento Independiente Vamos Vecino | 8         |
|          | Movimiento Independiente Somos Perú   | 2         |
|          | Partido Aprista Peruano               | 2         |
|          | Lista Independiente Cuenta Conmigo    | 1         |

## Partidos y candidatos
A continuación se muestra una lista de los principales partidos y alianzas electorales que participaron en las elecciones:
| Candidatura | Candidatura | Partidos y alianzas | Candidatos | Candidatos               | Ideología                                                          | Resultado previo | Resultado previo | Ref. |
| Candidatura | Candidatura | Partidos y alianzas | Candidatos | Candidatos               | Ideología                                                          | Votos (%)        | Reg.             | Ref. |
| ----------- | ----------- | --- | ---------- | ------------------------ | ------------------------------------------------------------------ | ---------------- | ---------------- | ---- |
|             | SP          | Lista - Somos Perú (SP) |            | Óscar Guerrero Carrasco  | Democracia cristiana Conservadurismo social                        | 20.75%           | 2                |      |
|             | APRA        | Lista - Partido Aprista Peruano (APRA) |            | Estuardo Díaz Delgado    | Aprismo                                                            | 17.44%           | 2                |      |
|             | UPP         | Lista - Agrupación Independiente Unión por el Perú - Frente Amplio (UPP)                                                                    |            | Víctor Rosales Sánchez   | Socioliberalismo Progresismo Socialdemocracia                      | 1.78%            | 0                |      |
|             | AP          | Lista - Acción Popular (AP) |            | Julio Villanueva Ferrero | Humanismo Nacionalismo cívico Reformismo                           | Nuevo            | Nuevo            |      |
|             | FIM         | Lista - Frente Independiente Moralizador (FIM)                                                                                              |            | César Álvarez Aguilar    | Reformismo                                                         | Nuevo            | Nuevo            |      |
|             | PP          | Lista - Perú Posible (PP) |            | Víctor Crisólogo Espejo  | Socioliberalismo Democracia liberal Tercera vía                    | Nuevo            | Nuevo            |      |
|             | UN          | Lista - Unidad Nacional (UN) – Partido Popular Cristiano (PPC) – Solidaridad Nacional (SN) – Renovación Nacional (RN) – Cambio Radical (CR) |            | Luis Luna Villareal      | Democracia cristiana Conservadurismo Neoliberalismo                | Nuevo            | Nuevo            |      |
|             | MNI         | Lista - Movimiento Nueva Izquierda (MNI) |            | Luis Ruiz García         | Marxismo-leninismo Mariateguismo Socialismo democrático            | Nuevo            | Nuevo            |      |
|             | RD          | Lista - Reconstrucción Democrática (RD) |            | Samuel León Figueroa     | Humanismo                                                          | Nuevo            | Nuevo            |      |
|             | RA          | Lista - Renacimiento Andino (RA) |            | Walter Arteaga Rodríguez | Indigenismo Plurinacionalismo Socialdemocracia                     | Nuevo            | Nuevo            |      |
|             | APP         | Lista - Alianza para el Progreso (APP) |            | Amelia Espinoza García   | Liberalismo económico Conservadurismo liberal Populismo de derecha | Nuevo            | Nuevo            |      |
|             | P           | Lista - Primero Perú (P) |            | Ramón Carbajal Custodio  |                                                                    | Nuevo            | Nuevo            |      |
|             | IND         | Lista - Lista Independiente N° 9 Movimiento Independiente Provincial Concertando Sí Podemos                                                 |            | Enrique Venegas Morales  | Localismo santeño                                                  | Nuevo            | Nuevo            |      |

## Resultados

### Sumario general
| |                                                                                     |              |              |              |           |           |
| Partidos y coaliciones | Partidos y coaliciones                                                              | Voto popular | Voto popular | Voto popular | Regidores | Regidores |
| Partidos y coaliciones | Partidos y coaliciones                                                              | Votos        | %            | +/−          | Total     | +/−       |
| | Partido Aprista Peruano (APRA)                                                      | 55,887       | 30.75        | +13.31       | 8         | +6        |
| | Frente Independiente Moralizador (FIM)                                              | 47,749       | 26.27        | Nuevo        | 3         | +3        |
| | Perú Posible (PP)                                                                   | 24,229       | 13.33        | Nuevo        | 1         | +1        |
| | Alianza para el Progreso (APP)                                                      | 13,695       | 7.54         | Nuevo        | 1         | +1        |
| | Reconstrucción Democrática (RD)                                                     | 8,639        | 4.75         | Nuevo        | 0         | ±0        |
| | Somos Perú (SP)1                                                                    | 7,969        | 4.38         | –16.37       | 0         | –2        |
| | Acción Popular (AP)                                                                 | 7,273        | 4.00         | n/a          | 0         | ±0        |
| | Unidad Nacional (UN)                                                                | 5,198        | 2.86         | Nuevo        | 0         | ±0        |
| | Primero Perú (P)                                                                    | 3,125        | 1.72         | Nuevo        | 0         | ±0        |
| | Renacimiento Andino (RA)                                                            | 3,035        | 1.67         | Nuevo        | 0         | ±0        |
| | Agrupación Independiente Unión por el Perú - Frente Amplio (UPP)2                   | 1,991        | 1.10         | –0.68        | 0         | ±0        |
| | Movimiento Nueva Izquierda (MNI)                                                    | 1,840        | 1.01         | Nuevo        | 0         | ±0        |
| | Lista Independiente N° 9 Movimiento Independiente Provincial Concertando Sí Podemos | 1,110        | 0.61         | n/a          | 0         | ±0        |
| |                                                                                     |              |              |              |           |           |
| Total | Total                                                                               | 181,740      |              |              | 13        | ±0        |
| |                                                                                     |              |              |              |           |           |
| Votos válidos | Votos válidos                                                                       | 181,740      | 86.62        | –3.32        |           |           |
| Votos en blanco | Votos en blanco                                                                     | 9,726        | 4.64         | –0.25        |           |           |
| Votos nulos | Votos nulos                                                                         | 18,341       | 8.74         | +3.57        |           |           |
| Votos emitidos | Votos emitidos                                                                      | 209,807      | 84.05        | +4.73        |           |           |
| Abstenciones | Abstenciones                                                                        | 39,804       | 15.95        | –4.73        |           |           |
| Votantes registrados | Votantes registrados                                                                | 249,611      |              |              |           |           |
| |                                                                                     |              |              |              |           |           |
| Fuente: |                                                                                     |              |              |              |           |           |
| Notas al pie: 1 Comparado con los resultados de Movimiento Independiente Somos Perú (SP) en las elecciones de 1998. 2 Comparado con los resultados de Unión por el Perú (UPP) en las elecciones de 1998. |                                                                                     |              |              |              |           |           |
| Notas al pie: |                                                                                     |              |              |              |           |           |
| 1 Comparado con los resultados de Movimiento Independiente Somos Perú (SP) en las elecciones de 1998. 2 Comparado con los resultados de Unión por el Perú (UPP) en las elecciones de 1998.               |                                                                                     |              |              |              |           |           |

## Elecciones municipales distritales

### Resultados por distrito
La siguiente tabla enumera el control de los distritos de la provincia del Santa. El cambio de mando de una organización política se resalta del color de ese partido.
| Distrito         | Alcalde(sa) titular       | Partido político | Partido político        | Alcalde(sa) electo(a)                          | Partido político                               | Partido político                               |
| ---------------- | ------------------------- | ---------------- | ----------------------- | ---------------------------------------------- | ---------------------------------------------- | ---------------------------------------------- |
| Cáceres del Perú | Wilfredo Gambini Escudero |                  | Partido Aprista Peruano | Luis Sánchez Paz                               |                                                | Partido Aprista Peruano                        |
| Coishco          | Manuel Aldave Boyd        |                  | Partido Aprista Peruano | Manuel Aldave Boyd                             |                                                | Partido Aprista Peruano                        |
| Macate           | Víctor Arteaga Martínez   |                  | Vamos Vecino            | Víctor Arteaga Martínez                        |                                                | Somos Perú                                     |
| Moro             | Tomás Villegas Roca       |                  | Somos Perú              | Tomás Villegas Roca                            |                                                | Somos Perú                                     |
| Nepeña           | Luis Collazos Matheus     |                  | Somos Perú              | Elías Jaramillo Melgarejo                      |                                                | Somos Perú                                     |
| Nuevo Chimbote   | Julio Ostolaza Ganoza     |                  | Vamos Vecino            | Valentín Fernández Bazán                       |                                                | Partido Aprista Peruano                        |
| Samanco          | Teodoro Casana Escobedo   |                  | Somos Perú              | Elecciones municipales complementarias de 2003 | Elecciones municipales complementarias de 2003 | Elecciones municipales complementarias de 2003 |
| Santa            | Óscar Velarde Ichikawa    |                  | Somos Perú              | Jaime Sánchez Cruzado                          |                                                | Partido Aprista Peruano                        |